# Svartekorpen
Svartekorpen är en sjö i Vara kommun i Västergötland och ingår i Göta älvs huvudavrinningsområde. Svartekorpen ligger strax söder om Ullstorpasjön och nedströms i väster ligger Stora Eketången.

## Galleri

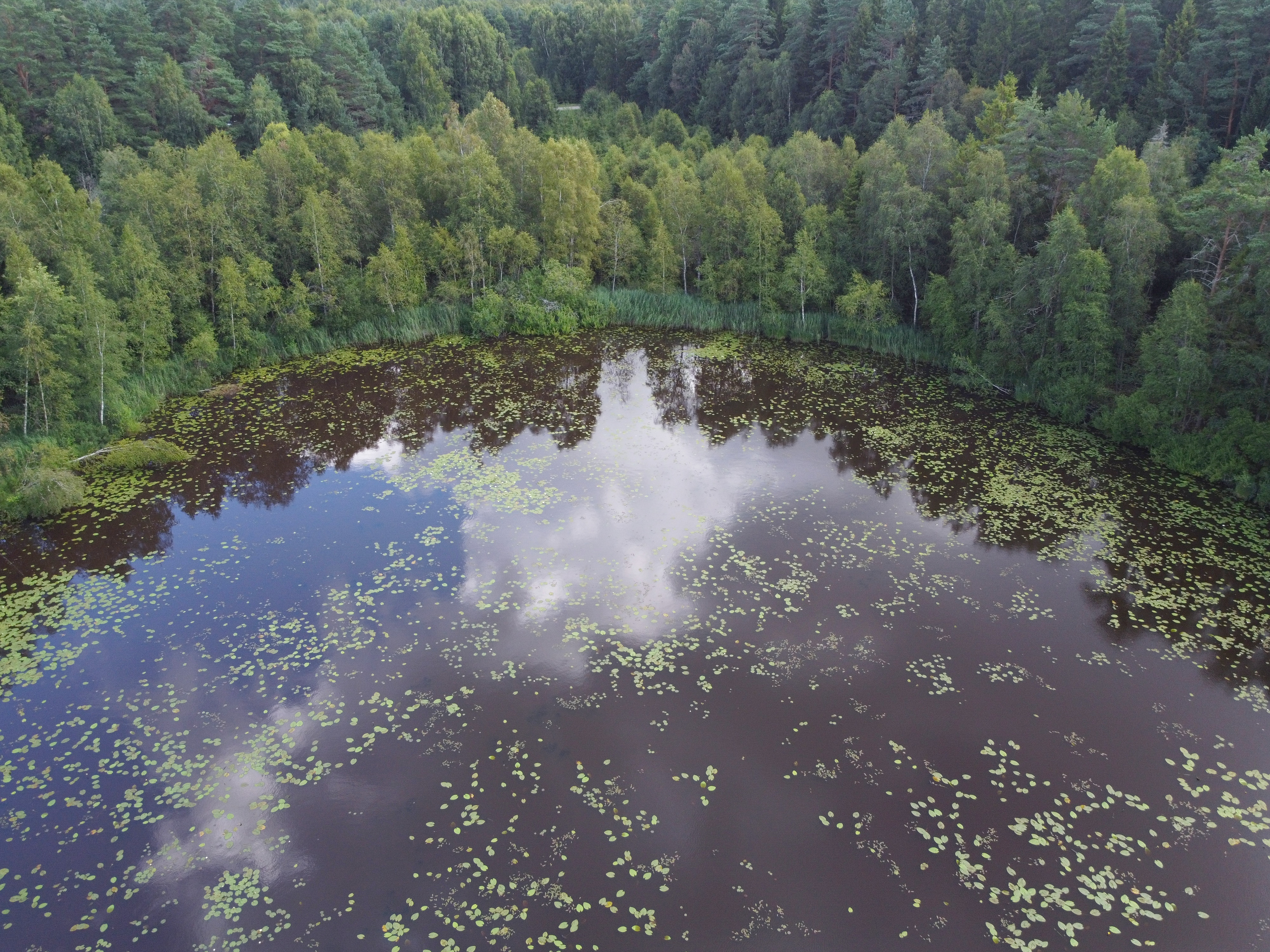
Närbild av sjön.
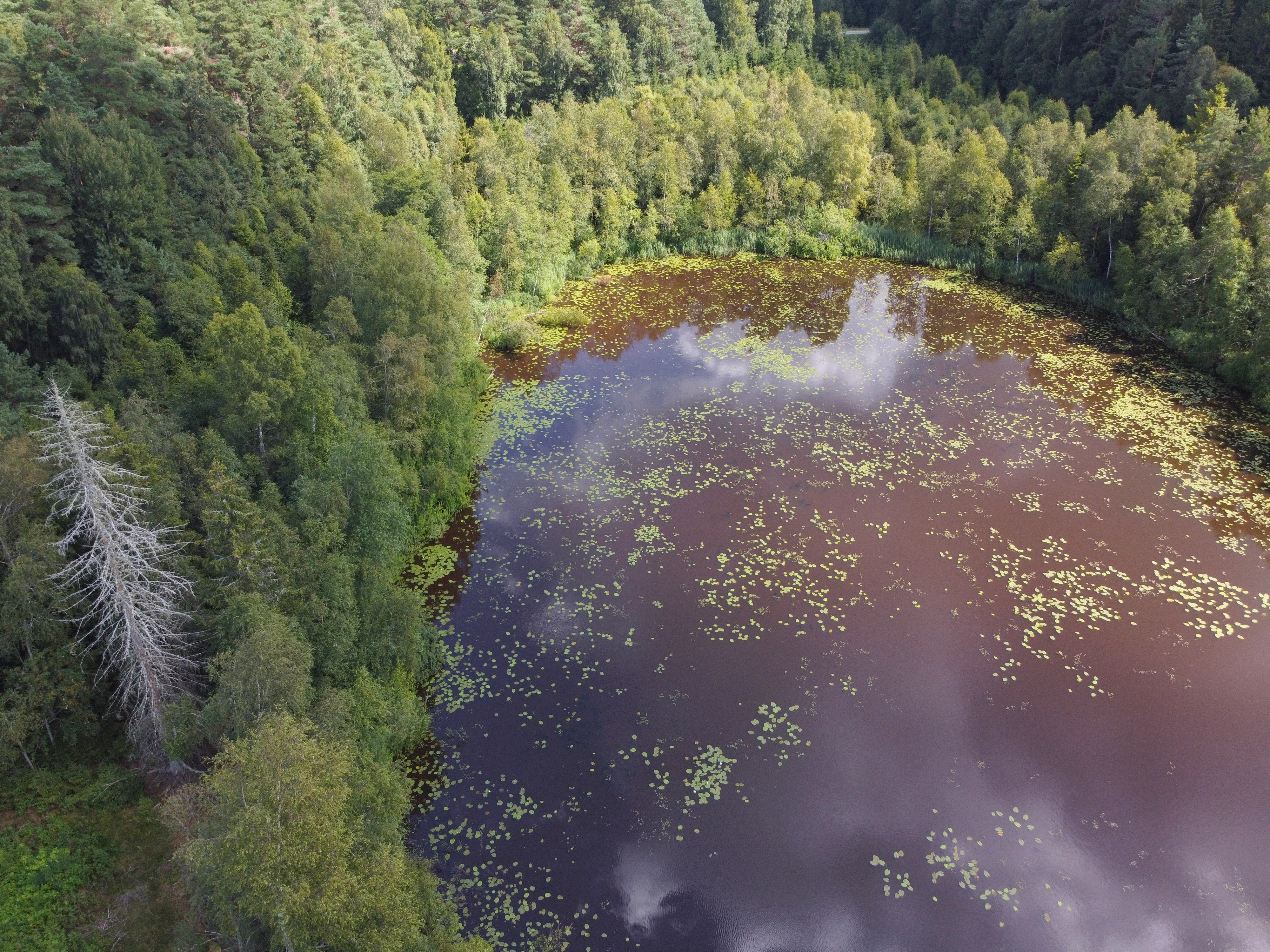